# セルヴァラーガヴァン
セルヴァラーガヴァンは（Selvaraghavan）は、インドのタミル語映画で活動する映画監督、脚本家。父のカストゥリ・ラージャは映画監督、弟のダヌシュは俳優として活動している。

## 家族
2006年にソニア・アグルワールと結婚するが、2010年に離婚。2011年に『Mayakkam Enna』で助監督を務めたギータンジャリ・ラーマンと再婚し、1女2男をもうけた。

## フィルモグラフィ
- Thulluvadho Ilamai（2002年）
- Kaadhal Kondein（2003年）
- 7G Rainbow Colony（2004年）
- Pudhupettai（2006年）
- Aadavari Matalaku Arthale Verule（2007年）
- Yaaradi Nee Mohini（2008年）
- Aayirathil Oruvan（2010年）
- Mayakkam Enna（2011年）
- Irandaam Ulagam（2013年）
- Maalai Naerathu Mayakkam（2016年）
- NGK（2017年）
- Nenjam Marappathillai（2021年）